# Université Nkrumah
L'université Nkrumah (en anglais : Nkrumah University) est une université publique située à Kabwe en Zambie.